# 贝沃龙根
贝沃龙根（德語：Beverungen，發音：[ˈbeːvəˌʁʊŋən] ⓘ）是德国北莱茵-威斯特法伦州代特莫尔德行政区赫克斯特县的城市，面积98.09平方千米，2023年12月31日人口为13,277人。